# 莫洛奇納河

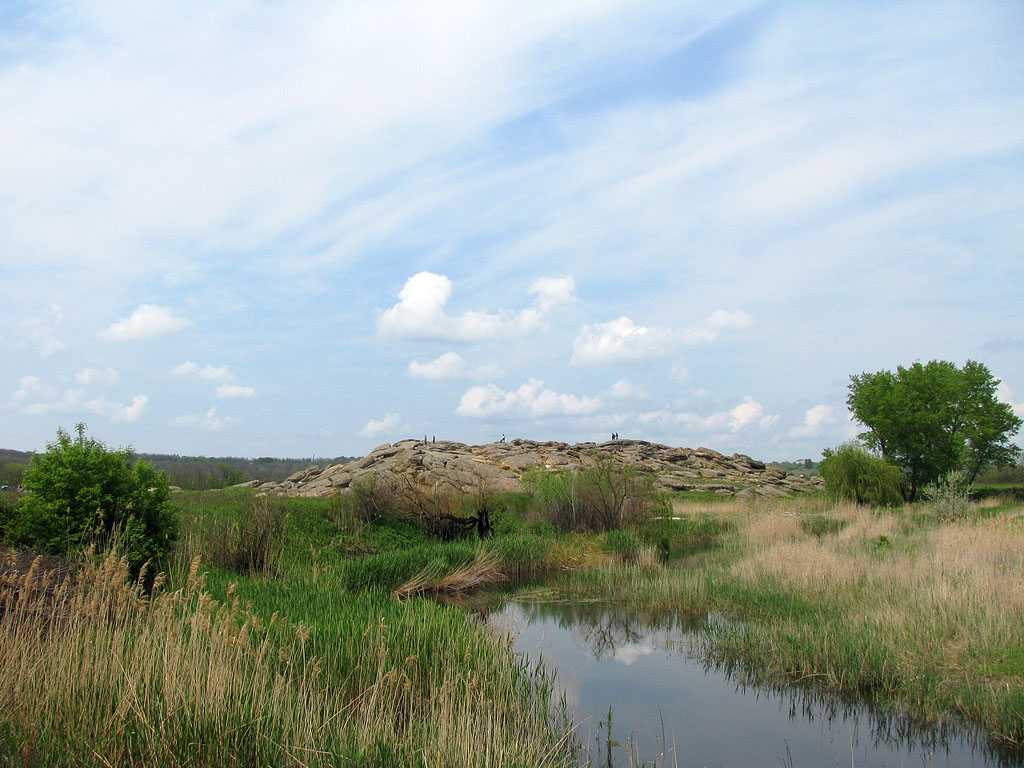
莫洛奇納河

莫洛奇納河（烏克蘭語：Молочна）是位於烏克蘭東南部扎波羅熱州的河流，始於莫洛昌斯克以北，流經梅利托波爾以東，終於莫洛奇内溺谷並流入亞速海。該河的河道全長197公里，流域面積3,450平方公里，而河水主要來自融雪。